# コメ助
コメ助は、公明党のイメージキャラクター。お米をモチーフにしたゆるキャラ。

## 概要
2012年9月13日、公明党青年委員会のFacebookページを開設する際に誕生したイメージキャラクター。「公明党」の「こ（う）め（い）」をもじって、お米をモチーフにしたゆるキャラ。好きな言葉は「実るほど頭を垂れる稲穂かな」。 2015年7月24日に商標登録取得。コメ助グッズの販売やゲームアプリ「進め！コメ助」を無料発信しているほか、ニコニコ超会議・公明党ブースではメインコーナーでコメ助を使用するなど、イメージキャラクターとして多様な分野に進出している。

## 家族
- コメ助 - 正義感が強いが、少しおっちょこちょいな新米。日々、社会や政治について勉強をしている。父の出張について行くことも。どんなに落ち込んでいても、白米を食べると元気になる。
- コメ子 - コメ助のしっかり者の妹。夢はCAになって世界中を飛び回ること。コメ助と2人で、社会勉強にでかけることもある。好きな食べ物は、米粉パン♪
- コメ吉おとうさん - コメ助のお父さん。一家の大黒柱。仕事で営業をしている。趣味は城めぐり。好きな食べ物はTKG（卵かけごはん）で醤油にもこだわりがある。
- まい子おかあさん - コメ助のお母さん。専業主婦でお料理、お掃除が大好き。一番の得意料理は、カレーライスでコメ助とコメ子の大好物。休日には、コメ子とショッピングに出かけることも。
- ヨネおばあちゃん - コメ助のおばあちゃん。とっても物知りで、コメ助や、コメ子にいつも色々なことを教えてくれる。お茶を飲みながら、テレビを見ているときが一番落ち着く。

## グッズ
- コメ助メモ帳
- コメ助ふせんセット
- コメ助ぬいぐるみ(大)(小)
- コメ助ぷくぷくシール
- コメ助トートバッグ